# Conyza varia
Conyza varia là một loài thực vật có hoa trong họ Cúc. Loài này được (Webb) Wild mô tả khoa học đầu tiên năm 1969.